# John Katzenbach
John Katzenbach (Princeton (New Jersey), 23 juni 1950) is een Amerikaans auteur van detectiveromans en thrillers.

## Biografie
Katzenbach is een zoon van Nicholas Katzenbach, een voormalig United States Attorney General. Katzenbach werkte als rechtbankjournalist voor de Miami Herald and Miami News.
Hij is getrouwd met Madeleine Blais.

## Filmografie
Enkele romans van John Katzenbach zijn verfilmd:
- In het heetst van de zomer is in 1985 verfilmd als The Mean Season met in de hoofdrol Kurt Russell
- De veroordeelden is in 1995 verfilmd als Just Cause met in de hoofdrollen Sean Connery en Laurence Fishburne
- Strafkamp is in 2002 verfilmd als Hart's War met in de hoofdrollen Bruce Willis en Colin Farrell